# Крымнаш
«Крымнаш» (укр. «Кримнаш») — російськомовний неологізм, інтернет-мем, ідеологічне кліше, «хештег #КримНаш», що виник та набув популярності в Росії на тлі підготовки та здійснення російської збройної агресії проти України та під час анексії Криму. 
«Крымнаш» невід'ємний елемент символічного ряду ідеологем-символів: «Культ Великої Перемоги», «георгіївська стрічка», «Деды воевали!», «великий полководець Сталін», «Севастополь – місто російської слави», «Новоросія», «Рускій мір», «народне ополчення ДНР» (котре рятує від «карателів-фашистів») тощо. При цьому образом головного ворога мисляться вже не «німецько-фашистські
загарбники», а «українські націоналісти» як "вороги СРСР та «русского мира» (з якими Сталін боровся в минулому, а Путін сьогодні). В есхатологічно-шизофренічній мрії-утопії про «небесну Новоросію» хворобливі фантоми про Христа як особливого «русского Бога» химерно поєднуються з гаслами «Ленін — Сталін — Путін!», «Побєда будет за намі!», «Побєдім фашистскую хунту!» (при цьому прояви «фашизму» вбачаються абсолютно у всьому українському, а «антифашизм» і «антиукраїнське» стають поняттями-синонімами).
Згодом отримав поширення і в Україні як глузливий інтернет-мем, часто — разом зі своїм глузливим дзеркальним відбиттям «Намкриш».

## Оцінка в Росії
В Росії в листопаді 2015 для 52% росіян неологізм «Кримнаш» лишався «символом гордості і відродження країни».
У березні 2016 спроба відсвяткувати річницю «Кримнаш» у Москві зазнала невдачі — мітинг на підтримку «Кримнаш» завершився так і не розпочавшись.
В Росії також є і протилежна позиція.

## Оцінка в Україні
В Україні російський неологізм набув популярності як символ розрухи, що настала в Криму після його окупації російськими військами та часто застосовується в сатиричному контексті або в дещо перефразованій формі «Намкриш» — як символ руйнації Росії через її технологічну, фінансову та управлінську неспроможність.

## Цікаві факти
В другій половині 19-го століття серед російської інтелігенції була популярною ідея завоювати та отримати «Константинополь наш». Класик російської літератури Федір Достоєвський у своєму щоденнику в 1877 році записав:
|  | рос. Константинополь должен быть наш, завоеван нами, русскими, у турок и остаться нашим навеки. Одним нам он должен принадлежать ... |

Сатирик Аркадій Аверченко в оповіданні «Хлопотливая нация» визначив «складності» перебування росіян у Криму:
|  | ... неужели о таком пустяке, как проживание в Крыму — нужно еще хлопотать? Я православный русский гражданин, имею прекрасный непросроченный экземпляр паспорта — и мне же ещё нужно хлопотать! Стоит после этого делать честь нации и быть русским… |